# Kurt Lohberger
Kurt Lohberger (* 2. Juni 1914 in Lugau; † 29. Mai 2008 in Berlin) war ein deutscher Kommunist, Militär und Vorsitzender der Gesellschaft für Sport und Technik (GST).

## Leben
Als Sohn eines Bergarbeiters absolvierte Lohberger von 1928 bis 1930 eine Maurerlehre. 1930 trat er dem Kommunistischen Jugendverband Deutschland (KJVD) und der Kommunistischen Partei Deutschlands (KPD) bei. 1933 kurzzeitig inhaftiert, emigrierte er in die Tschechoslowakei und nach Österreich, wo er illegale Grenzübertritte von Flüchtlingen organisierte und mit falscher Identität als Kurier der KPD mehrere Reisen ins Deutsche Reich unternahm. Von 1937 bis 1939 kämpfte Lohberger im Spanischen Bürgerkrieg. Nach einer Unteroffiziersausbildung in Albacete diente er im Edgar-André-Bataillon und im Thälmann-Bataillon unter anderem in Aragon und am Ebro. Im Februar 1939 ging er nach Frankreich, wo er in St. Cyprien, Gurs und Le Vernet interniert wurde. 1941 lieferte die Vichy-Regierung ihn an Deutschland aus. Bis 1943 war Lohberger in Waldheim inhaftiert. Dann wurde er zur Bewährung in die Strafdivision 999 rekrutiert. Im September 1944 gelang es ihm in Griechenland zur Partisanenbewegung ELAS überzulaufen. In der Folgezeit nahm er als Partisan an den Kämpfen in Griechenland und Albanien teil und beteiligte sich am Aufbau des Antifaschistischen Komitees Freies Deutschland (AKFD) in Griechenland. Später emigrierte er in die Sowjetunion.
Im Oktober 1945 kehrte Lohberger in die Sowjetische Besatzungszone (SBZ) Deutschlands zurück und wurde im Auftrag der KPD Volkspolizist. Als Oberregierungsrat war er zunächst Stellvertreter des Landespolizeichefs von Brandenburg. Von 1946 bis Juli 1948 war er Kreissekretär der KPD bzw. der SED in Stollberg, dann bis 1949 Politoffizier der Grenzpolizei in Sachsen. Von 1949 bis 1950 absolvierte er einen militärischen Lehrgang in Priwolsk und arbeitete anschließend in der Politischen Verwaltung der Kasernierten Volkspolizei. 1952 zum Oberst befördert, wurde ihm 1953 die Leitung der Politabteilung der Territorialverwaltung Süd der Kasernierten Volkspolizei (KVP) übertragen. Von 1955 bis 1956 leitete Lohberger die politische Abteilung der Territorialverwaltung Nord der KVP. Von 1956 bis 1959 war er der erste Vertreter der Nationalen Volksarmee (NVA) im Oberkommando der Vereinten Streitkräfte des Warschauer Vertrages. Von 1959 bis 1960 erwarb er an der sowjetischen Militärakademie den Titel Dipl. rer. mil. Von 1961 bis 1963 war er Kommandeur der Politoffiziersschule in Berlin-Treptow. Von 1963 bis 1968 war er Vorsitzender des Zentralvorstandes der Gesellschaft für Sport und Technik (GST) und arbeitete danach im Ministerium für Nationale Verteidigung. Am 1. März 1966 wurde Lohberger zum Generalmajor der Reserve ernannt. 1973 war er an der Organisation der X. Weltfestspiele der Jugend und Studenten maßgeblich beteiligt.
Lohberger erhielt zahlreiche staatliche Auszeichnungen, unter anderen den Vaterländischen Verdienstorden in Gold (1973), den Orden Banner der Arbeit (1964), den Scharnhorst-Orden (1974) sowie den Karl-Marx-Orden (1984). Im Herbst 2006 wurde er mit der Ehrenmedaille der Internationalen Brigaden ausgezeichnet. Seine Urne, wie auch die seiner Frau Anni (1926–2011), wurde auf dem Zentralfriedhof Berlin-Friedrichsfelde in der Gräberanlage für Opfer des Faschismus und Verfolgte des Naziregimes beigesetzt.

## Auszeichnungen
- 1985 Medaille „40. Jahrestag des Sieges im Großen Vaterländischen Krieg 1941–1945“[3]